# Heerlijkheid Lichtenberg

Wapen van de heerlijkheid Lichtenberg

De heerlijkheid Lichtenberg (niet te verwarren met Graafschap Lichtenberg) was een miniatuurheerlijkheid bij het kerspel Silvolde die in 1462 was afgescheiden van het rechtsgebied van de Heren van Wisch ten behoeve van Berend, bastaardzoon van Hendrik van Wisch. Het lag als enclave tussen Terborg en Anholt midden in de heerlijkheid Wisch. Deze heerlijkheid, die in latere tijden in bezit van andere geslachten is gekomen, is altijd allodiaal gebleven.

## Geschiedenis

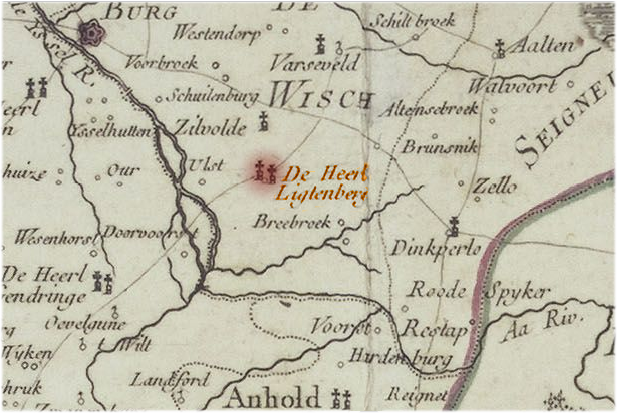
Lichtenberg op een kaart uit 1580

Het gericht bestond uit een richter (tevens landschrijver) en twee gerichtslieden. Ook was er een advocaat-fiscaal. Volgens een instructie voor een nieuw aan te stellen richter (protocol 1772-1809) bezat de heer het recht van criminele justitie. Uit archieven blijkt niet dat van dit recht gebruik is gemaakt. Tijdens de Franse Tijd in 1798 zou Lichtenberg aan het Ambt Bredevoort worden toegevoegd, hetgeen nooit is gebeurd.
Omstreeks 1860 werd het kasteel Lichtenberg gesloopt.
In 1916 kocht Frederika Johanna Knufman in Amsterdam, de naam en de titel van de Heerlijkheid Lichtenberg met de daaruit voortspruitende recht tot het voeren van het bekende wapen van Lichtenberg.